# Wim Geerking
Wilhelmus Johannes (Wim) Geerking (Amsterdam, 20 november 1921 – aldaar, 30 juni 1983) was een Nederlands voetballer.

## Biografie
Wim Geerking was de zoon van Wilhelmus Johannes Geerking en Elisabeth Pronk. Hij trouwde op 22 augustus 1946 met Christina Dora Kaiser.
Hij speelde van 1943 tot 1946 bij AFC Ajax als verdediger. Van zijn debuut in het kampioenschap op 24 oktober 1943 tegen VUC tot zijn laatste wedstrijd op 19 mei 1946 tegen DOS speelde Geerking in totaal 4 wedstrijden in het eerste elftal van Ajax.

## Statistieken
| Club  | Seizoen | Competitie | Competitie | Beker | Beker | Totaal | Totaal |
| Club  | Seizoen | Wed.       | Dlp.       | Wed.  | Dlp.  | Wed.   | Dlp.   |
| ----- | ------- | ---------- | ---------- | ----- | ----- | ------ | ------ |
| Ajax  | 1943/44 | 2          | 0          | ?     | ?     | 2      | 0      |
| Ajax  | 1945/46 | 2          | 0          | ?     | ?     | 2      | 0      |
| Total | Total   | 4          | 0          | ?     | ?     | 4      | 0      |